# Barrukia curviseta
Barrukia curviseta är en ringmaskart som först beskrevs av Monro 1930.  Barrukia curviseta ingår i släktet Barrukia och familjen Polynoidae. Inga underarter finns listade i Catalogue of Life.